# Ursula Haubner
Ursula Haubner, (született Haider Bad Goisern 1945. december 22.) osztrák politikus, képviselő, a felső-Ausztriai Landtag korábbi tagja, a konzervatív Osztrák Szabadságpárt (FPÖ) elnöke volt. Jörg Haider nővére.

## Politikai pályafutása
2004. július 3-án az FPÖ elnökévé választották, mely pozícióban Herbert Hauptot követte. 2005 április 4-en kilepett az FPÖ-ből
2005. április 17-én Haider megalapította a Szövetség Ausztria Jövőjéért (Bündnis für die Zukunft Österreichs) nevű pártot, melybe Haubner is belépett.
2006 és 2013 között a Nemzeti Tanács (Nationalrat) tagja volt.

## Külső hivatkozások
- Az osztrák szabadságpárt hivatalos weboldala